# Simonetta
Simonetta fu una schiatta nobile oriunda della Calabria che si affermò nel Ducato di Milano.

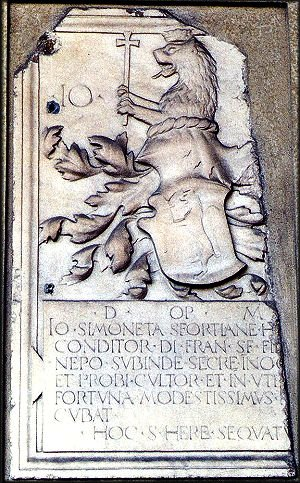
Stemma della famiglia Simonetta

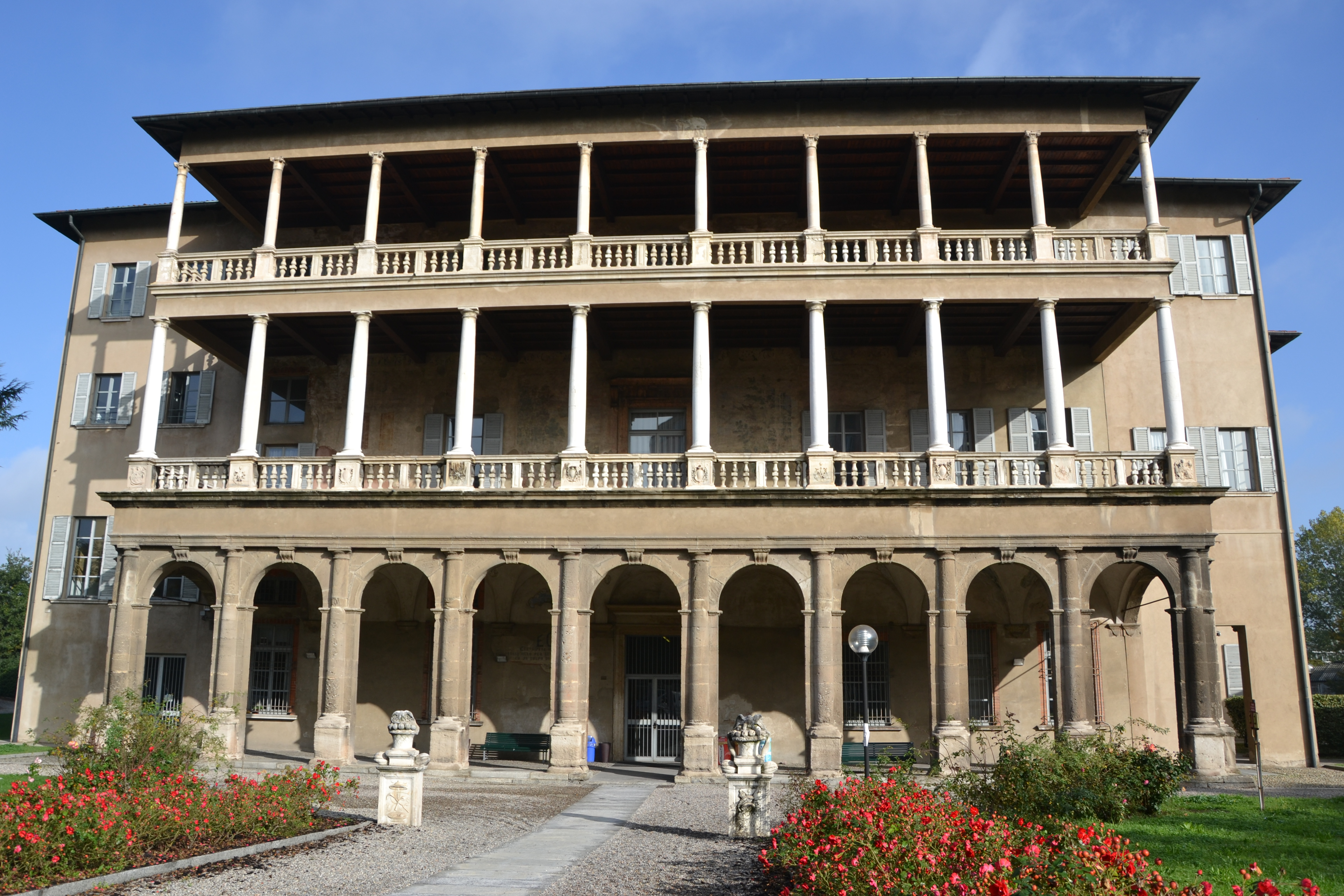
Milano, Villa Simonetta

## Storia
La stirpe originò da Angelo Simonetta, messo e diplomatico per Francesco Sforza durante le missioni nel Regno di Napoli. Angelo seguì poi lo Sforza a Milano, divenendo plenipotenziario per il neoeletto duca. Scomparso Angelo Simonetta nel 1472, guida della famiglia divenne il nipote Cicco Simonetta, ministro del duca Galeazzo Maria Sforza e dopo l'assassinio del duca, primo ministro e consigliere (e forse amante, secondo alcune accuse) di sua moglie Bona di Savoia, in qualità di reggente del Ducato di Milano per il piccolo Gian Galeazzo II.
Cicco Simonetta venne processato e decapitato per ordine di Ludovico il Moro il 30 ottobre 1480. Perso il favore degli Sforza, i Simonetta rientrarono in possesso dei loro beni e privilegi quando Milano venne conquistata da Luigi XII di Francia.
Giacomo Simonetta diveniva cardinale nel 1535.
La famiglia Simonetta fu all'epoca una delle più distinte. La loro villa suburbana Villa Simonetta divenne un luogo di delizie. Il nome rimase anche quando passò ad altre famiglie.

## Albero genealogico della famiglia Simonetta
|                           |                           |                                                                  |                                                                  |                                                               |                                                               |                                                                                      |                                                                                      |                                                                               |                                                                            |                                                                        |                                                                        |                                                                                   |                                                                                   |                                                                 |                                                                 |                                                                   |                                                                   |                                                        |                                                  |                                                  |                                           | | |                                                                                                  |                                                                                                  |                                                                                        |                                                                                        |                                  |                                  |
|                           |                           |                                                                  |                                                                  |                                                               |                                                               |                                                                                      |                                                                                      |                                                                               |                                                                            |                                                                        |                                                                        |                                                                                   |                                                                                   |                                                                 |                                                                 |                                                                   |                                                                   |                                                        | Gentile                                          |                                                  |                                           | | |                                                                                                  |                                                                                                  |                                                                                        |                                                                                        |                                  |                                  |
|                           |                           |                                                                  |                                                                  |                                                               |                                                               |                                                                                      |                                                                                      |                                                                               |                                                                            |                                                                        |                                                                        |                                                                                   |                                                                                   |                                                                 |                                                                 |                                                                   |                                                                   |                                                        |                                                  |                                                  |                                           | | |                                                                                                  |                                                                                                  |                                                                                        |                                                                                        |                                  |                                  |
|                           |                           |                                                                  |                                                                  |                                                               |                                                               |                                                                                      |                                                                                      |                                                                               |                                                                            |                                                                        |                                                                        |                                                                                   |                                                                                   |                                                                 |                                                                 |                                                                   |                                                                   |                                                        |                                                  |                                                  |                                           | | |                                                                                                  |                                                                                                  |                                                                                        |                                                                                        |                                  |                                  |
|                           |                           |                                                                  |                                                                  |                                                               |                                                               |                                                                                      |                                                                                      |                                                                               |                                                                            |                                                                        |                                                                        |                                                                                   |                                                                                   | Antonio *1390 †1460                                             | Antonio *1390 †1460                                             |                                                                   |                                                                   |                                                        |                                                  |                                                  |                                           | | |                                                                                                  | Angelo *1410 †1472 Francesca della Scala                                                         | Angelo *1410 †1472 Francesca della Scala                                               |                                                                                        |                                  |                                  |
|                           |                           |                                                                  |                                                                  |                                                               |                                                               |                                                                                      |                                                                                      |                                                                               |                                                                            |                                                                        |                                                                        |                                                                                   |                                                                                   |                                                                 |                                                                 |                                                                   |                                                                   |                                                        |                                                  |                                                  |                                           | | |                                                                                                  |                                                                                                  |                                                                                        |                                                                                        |                                  |                                  |
|                           |                           |                                                                  |                                                                  |                                                               |                                                               |                                                                                      |                                                                                      |                                                                               |                                                                            |                                                                        |                                                                        |                                                                                   |                                                                                   |                                                                 |                                                                 |                                                                   |                                                                   |                                                        |                                                  |                                                  |                                           | | |                                                                                                  |                                                                                                  |                                                                                        |                                                                                        |                                  |                                  |
|                           |                           |                                                                  |                                                                  |                                                               |                                                               | Francesco "Cicco", I signore di Sartirana *1410 †1480 Elisabetta Visconti di Caronno | Francesco "Cicco", I signore di Sartirana *1410 †1480 Elisabetta Visconti di Caronno |                                                                               |                                                                            |                                                                        |                                                                        |                                                                                   |                                                                                   |                                                                 |                                                                 | Giovanni *1414 †1491 1.Margherita Meraviglia 2.Caterina Barbavara | Giovanni *1414 †1491 1.Margherita Meraviglia 2.Caterina Barbavara |                                                        |                                                  |                                                  |                                           | Andrea, castellano di Monza *1416 †1464 Caterina Casati                                             | Andrea, castellano di Monza *1416 †1464 Caterina Casati                                             | Bianca *1462 †1487 1.Carlo Sforza, conte di Magenta 2.Alfonso I Del Carretto, marchese di Finale | Bianca *1462 †1487 1.Carlo Sforza, conte di Magenta 2.Alfonso I Del Carretto, marchese di Finale | Gentile, signore di Gamalerio †1472 Lucia della Scala                                  | Gentile, signore di Gamalerio †1472 Lucia della Scala                                  |                                  |                                  |
|                           |                           |                                                                  |                                                                  |                                                               |                                                               |                                                                                      |                                                                                      |                                                                               |                                                                            |                                                                        |                                                                        |                                                                                   |                                                                                   |                                                                 |                                                                 |                                                                   |                                                                   |                                                        |                                                  |                                                  |                                           | | |                                                                                                  |                                                                                                  |                                                                                        |                                                                                        |                                  |                                  |
|                           |                           |                                                                  |                                                                  |                                                               |                                                               |                                                                                      |                                                                                      |                                                                               |                                                                            |                                                                        |                                                                        |                                                                                   |                                                                                   |                                                                 |                                                                 |                                                                   |                                                                   |                                                        |                                                  |                                                  |                                           | | |                                                                                                  |                                                                                                  |                                                                                        |                                                                                        |                                  |                                  |
| Giovanni Giacomo *1452 †? | Giovanni Giacomo *1452 †? | Margherita *1456 †? Guido Galeotto Torelli, signore di Guastalla | Margherita *1456 †? Guido Galeotto Torelli, signore di Guastalla | Antonio *1457 †? Beatrice Sanvitale                           | Antonio *1457 †? Beatrice Sanvitale                           | Sigismondo *1459 †?                                                                  | Sigismondo *1459 †?                                                                  | Ludovico *1460 †?                                                             | Ludovico *1460 †?                                                          | Ippolita *1461 †? Gaudenz von Matsch, conte di Matsch                  | Ippolita *1461 †? Gaudenz von Matsch, conte di Matsch                  | Cecilia *1464 † 1499 Gaspare Ambrogio Visconti, poeta, signore di Cassano Magnago | Cecilia *1464 † 1499 Gaspare Ambrogio Visconti, poeta, signore di Cassano Magnago | 1.Margherita *c.1459 Alberto Landriani, conte di Mandello       | 1.Margherita *c.1459 Alberto Landriani, conte di Mandello       | 1.Alessandro, conte palatino *c.1468 Antonia Castiglioni          | 1.Alessandro, conte palatino *c.1468 Antonia Castiglioni          | 2.Giacomo *1475 †1539 cardinale                        | 2.Giacomo *1475 †1539 cardinale                  |                                                  |                                           | Giovanni Antonio, signore di Torricella †1552 1.Orsina Lampugnani 2.Margherita Cotta 3.Clara Crotti | Giovanni Antonio, signore di Torricella †1552 1.Orsina Lampugnani 2.Margherita Cotta 3.Clara Crotti | Cecchino †1495                                                                                   | Cecchino †1495                                                                                   | Pietro Francesco, signore di Gamalerio †1487 1.Antonia Torelli 2.Ludovica da Correggio | Pietro Francesco, signore di Gamalerio †1487 1.Antonia Torelli 2.Ludovica da Correggio | Flora Margherita Ugo Sanseverino | Flora Margherita Ugo Sanseverino |
|                           |                           |                                                                  |                                                                  |                                                               |                                                               |                                                                                      |                                                                                      |                                                                               |                                                                            |                                                                        |                                                                        |                                                                                   |                                                                                   |                                                                 |                                                                 |                                                                   |                                                                   |                                                        |                                                  |                                                  |                                           | | |                                                                                                  |                                                                                                  |                                                                                        |                                                                                        |                                  |                                  |
|                           |                           |                                                                  |                                                                  |                                                               |                                                               |                                                                                      |                                                                                      |                                                                               |                                                                            |                                                                        |                                                                        |                                                                                   |                                                                                   |                                                                 |                                                                 |                                                                   |                                                                   |                                                        |                                                  |                                                  |                                           | | |                                                                                                  |                                                                                                  |                                                                                        |                                                                                        |                                  |                                  |
|                           |                           |                                                                  |                                                                  | Francesco Maria, I conte di Torricella †1530 Bianca Trivulzio | Francesco Maria, I conte di Torricella †1530 Bianca Trivulzio |                                                                                      |                                                                                      |                                                                               |                                                                            |                                                                        |                                                                        |                                                                                   | Girolamo Giulia Landriani                                                         | Girolamo Giulia Landriani                                       |                                                                 |                                                                   | Scipione, conte palatino *1524 †1584 Margherita Brivio            | Scipione, conte palatino *1524 †1584 Margherita Brivio | Ludovico *1500 †1568 cardinale                   | Ludovico *1500 †1568 cardinale                   |                                           | 1.Giovanni Angelo †1588 Lucrezia Scotti Douglas                                                     | 1.Giovanni Angelo †1588 Lucrezia Scotti Douglas                                                     |                                                                                                  | 1.Gentile                                                                                        | 1.Gentile                                                                              | 1.Angelo Caterina Simonetta                                                            | 1.Angelo Caterina Simonetta      |                                  |
|                           |                           |                                                                  |                                                                  |                                                               |                                                               |                                                                                      |                                                                                      |                                                                               |                                                                            |                                                                        |                                                                        |                                                                                   |                                                                                   |                                                                 |                                                                 |                                                                   |                                                                   |                                                        |                                                  |                                                  |                                           | | |                                                                                                  |                                                                                                  |                                                                                        |                                                                                        |                                  |                                  |
|                           |                           |                                                                  |                                                                  |                                                               |                                                               |                                                                                      |                                                                                      |                                                                               |                                                                            |                                                                        |                                                                        |                                                                                   |                                                                                   |                                                                 |                                                                 |                                                                   |                                                                   |                                                        |                                                  |                                                  |                                           | | |                                                                                                  |                                                                                                  |                                                                                        |                                                                                        |                                  |                                  |
|                           |                           |                                                                  |                                                                  |                                                               |                                                               |                                                                                      |                                                                                      |                                                                               |                                                                            |                                                                        |                                                                        |                                                                                   | Giacomo Margherita Puricelli                                                      | Giacomo Margherita Puricelli                                    | Isabella 1.Gaspare Beccaria 2.Pietro Maria Rossi di San Secondo | Isabella 1.Gaspare Beccaria 2.Pietro Maria Rossi di San Secondo   | Antonietta 1.Girolamo da Rho 2.Giorgio Trivulzio                  | Antonietta 1.Girolamo da Rho 2.Giorgio Trivulzio       | Ottaviano, conte palatino †1591 Artemisia Cusani | Ottaviano, conte palatino †1591 Artemisia Cusani | Ottaviano Anna Bentivoglio                | Ottaviano Anna Bentivoglio                                                                          | Giacomo Filippo †1580 Clizia Pallavicino                                                            | Giacomo Filippo †1580 Clizia Pallavicino                                                         |                                                                                                  | Ippolita Costanzo Reverti                                                              | Ippolita Costanzo Reverti                                                              | Anna Fabrizio Reverti            | Anna Fabrizio Reverti            |
|                           |                           |                                                                  |                                                                  |                                                               |                                                               |                                                                                      |                                                                                      |                                                                               |                                                                            |                                                                        |                                                                        |                                                                                   |                                                                                   |                                                                 |                                                                 |                                                                   |                                                                   |                                                        |                                                  |                                                  |                                           | | |                                                                                                  |                                                                                                  |                                                                                        |                                                                                        |                                  |                                  |
|                           |                           |                                                                  |                                                                  |                                                               |                                                               |                                                                                      |                                                                                      |                                                                               |                                                                            |                                                                        |                                                                        |                                                                                   |                                                                                   |                                                                 |                                                                 |                                                                   |                                                                   |                                                        |                                                  |                                                  |                                           | | |                                                                                                  |                                                                                                  |                                                                                        |                                                                                        |                                  |                                  |
|                           |                           |                                                                  |                                                                  |                                                               |                                                               |                                                                                      |                                                                                      |                                                                               |                                                                            |                                                                        |                                                                        |                                                                                   | Paolo, conte di Torricella †1630 Barbara Barbiano di Belgioioso                   | Paolo, conte di Torricella †1630 Barbara Barbiano di Belgioioso |                                                                 |                                                                   |                                                                   |                                                        |                                                  | Orazio †1612 Barbara Sanseverino                 | Orazio †1612 Barbara Sanseverino          | Ferrante Isotta Vittoria Terzi                                                                      | Ferrante Isotta Vittoria Terzi                                                                      |                                                                                                  |                                                                                                  |                                                                                        |                                                                                        |                                  |                                  |
|                           |                           |                                                                  |                                                                  |                                                               |                                                               |                                                                                      |                                                                                      |                                                                               |                                                                            |                                                                        |                                                                        |                                                                                   |                                                                                   |                                                                 |                                                                 |                                                                   |                                                                   |                                                        |                                                  |                                                  |                                           | | |                                                                                                  |                                                                                                  |                                                                                        |                                                                                        |                                  |                                  |
|                           |                           |                                                                  |                                                                  |                                                               |                                                               |                                                                                      |                                                                                      |                                                                               |                                                                            |                                                                        |                                                                        |                                                                                   |                                                                                   |                                                                 |                                                                 |                                                                   |                                                                   |                                                        |                                                  |                                                  |                                           | | |                                                                                                  |                                                                                                  |                                                                                        |                                                                                        |                                  |                                  |
|                           |                           |                                                                  |                                                                  |                                                               |                                                               |                                                                                      |                                                                                      |                                                                               |                                                                            |                                                                        | Giacomo Giuseppe, conte di Torricella †1687 Anna Monti                 | Giacomo Giuseppe, conte di Torricella †1687 Anna Monti                            | Giulia †1707 Giulio Monti, conte di Valsassina                                    | Giulia †1707 Giulio Monti, conte di Valsassina                  | Girolamo *c.1620 †1672 Claudia Cavazzi della Somaglia           | Girolamo *c.1620 †1672 Claudia Cavazzi della Somaglia             |                                                                   |                                                        |                                                  |                                                  | Francesca Agostino Caimi, conte di Turate | Francesca Agostino Caimi, conte di Turate                                                           | Carlo Fabrizio 1.Maria Ghiringhelli 2.Francesca Caimi                                               | Carlo Fabrizio 1.Maria Ghiringhelli 2.Francesca Caimi                                            |                                                                                                  |                                                                                        |                                                                                        |                                  |                                  |
|                           |                           |                                                                  |                                                                  |                                                               |                                                               |                                                                                      |                                                                                      |                                                                               |                                                                            |                                                                        |                                                                        |                                                                                   |                                                                                   |                                                                 |                                                                 |                                                                   |                                                                   |                                                        |                                                  |                                                  |                                           | | |                                                                                                  |                                                                                                  |                                                                                        |                                                                                        |                                  |                                  |
|                           |                           |                                                                  |                                                                  |                                                               |                                                               |                                                                                      |                                                                                      |                                                                               |                                                                            |                                                                        |                                                                        |                                                                                   |                                                                                   |                                                                 |                                                                 |                                                                   |                                                                   |                                                        |                                                  |                                                  |                                           | | |                                                                                                  |                                                                                                  |                                                                                        |                                                                                        |                                  |                                  |
|                           |                           |                                                                  |                                                                  |                                                               |                                                               |                                                                                      |                                                                                      | Giuseppe, conte di Torricella †1719 Francesca Barbiano di Belgioioso          | Giuseppe, conte di Torricella †1719 Francesca Barbiano di Belgioioso       | Paola *1647 †1726 Alessandro III Sanvitale                             | Paola *1647 †1726 Alessandro III Sanvitale                             | Anna *1649 †1674 Francesco Castiglioni, conte palatino                            | Anna *1649 †1674 Francesco Castiglioni, conte palatino                            | Carlo Maria *1654 †1681                                         | Carlo Maria *1654 †1681                                         |                                                                   |                                                                   |                                                        |                                                  |                                                  |                                           | Ferrante †1707 Giulia Benaglia                                                                      | Ferrante †1707 Giulia Benaglia                                                                      | Maria Federico Visconti                                                                          | Maria Federico Visconti                                                                          |                                                                                        |                                                                                        |                                  |                                  |
|                           |                           |                                                                  |                                                                  |                                                               |                                                               |                                                                                      |                                                                                      |                                                                               |                                                                            |                                                                        |                                                                        |                                                                                   |                                                                                   |                                                                 |                                                                 |                                                                   |                                                                   |                                                        |                                                  |                                                  |                                           | | |                                                                                                  |                                                                                                  |                                                                                        |                                                                                        |                                  |                                  |
|                           |                           |                                                                  |                                                                  |                                                               |                                                               |                                                                                      |                                                                                      |                                                                               |                                                                            |                                                                        |                                                                        |                                                                                   |                                                                                   |                                                                 |                                                                 |                                                                   |                                                                   |                                                        |                                                  |                                                  |                                           | | |                                                                                                  |                                                                                                  |                                                                                        |                                                                                        |                                  |                                  |
|                           |                           |                                                                  |                                                                  |                                                               |                                                               | Barbara *1688 †1752 Tiberio Crivelli, marchese di Agliate                            | Barbara *1688 †1752 Tiberio Crivelli, marchese di Agliate                            | Antonio, conte di Torricella *1693 †1759 Maria Teresa Castelbarco Visconti    | Antonio, conte di Torricella *1693 †1759 Maria Teresa Castelbarco Visconti | Paola †1737 Lorenzo Galeazzo Trotti Bentivoglio, marchese di Fresonara | Paola †1737 Lorenzo Galeazzo Trotti Bentivoglio, marchese di Fresonara |                                                                                   |                                                                                   |                                                                 |                                                                 |                                                                   |                                                                   |                                                        |                                                  |                                                  |                                           | | |                                                                                                  |                                                                                                  |                                                                                        |                                                                                        |                                  |                                  |
|                           |                           |                                                                  |                                                                  |                                                               |                                                               |                                                                                      |                                                                                      |                                                                               |                                                                            |                                                                        |                                                                        |                                                                                   |                                                                                   |                                                                 |                                                                 |                                                                   |                                                                   |                                                        |                                                  |                                                  |                                           | | |                                                                                                  |                                                                                                  |                                                                                        |                                                                                        |                                  |                                  |
|                           |                           |                                                                  |                                                                  |                                                               |                                                               |                                                                                      |                                                                                      |                                                                               |                                                                            |                                                                        |                                                                        |                                                                                   |                                                                                   |                                                                 |                                                                 |                                                                   |                                                                   |                                                        |                                                  |                                                  |                                           | | |                                                                                                  |                                                                                                  |                                                                                        |                                                                                        |                                  |                                  |
|                           |                           |                                                                  |                                                                  |                                                               |                                                               |                                                                                      |                                                                                      | Francesca *1731 †1796 Cesare Ercole Castelbarco Visconti, marchese di Cislago |                                                                            |                                                                        |                                                                        |                                                                                   |                                                                                   |                                                                 |                                                                 |                                                                   |                                                                   |                                                        |                                                  |                                                  |                                           | | |                                                                                                  |                                                                                                  |                                                                                        |                                                                                        |                                  |                                  |
|                           |                           |                                                                  |                                                                  |                                                               |                                                               |                                                                                      |                                                                                      |                                                                               |                                                                            |                                                                        |                                                                        |                                                                                   |                                                                                   |                                                                 |                                                                 |                                                                   |                                                                   |                                                        |                                                  |                                                  |                                           | | |                                                                                                  |                                                                                                  |                                                                                        |                                                                                        |                                  |                                  |
|                           |                           |                                                                  |                                                                  |                                                               |                                                               |                                                                                      |                                                                                      |                                                                               |                                                                            |                                                                        |                                                                        |                                                                                   |                                                                                   |                                                                 |                                                                 |                                                                   |                                                                   |                                                        |                                                  |                                                  |                                           | | |                                                                                                  |                                                                                                  |                                                                                        |                                                                                        |                                  |                                  |
|                           |                           |                                                                  |                                                                  |                                                               |                                                               |                                                                                      |                                                                                      | · CASTELBARCO VISCONTI SIMONETTA                                              |                                                                            |                                                                        |                                                                        |                                                                                   |                                                                                   |                                                                 |                                                                 |                                                                   |                                                                   |                                                        |                                                  |                                                  |                                           | | |                                                                                                  |                                                                                                  |                                                                                        |                                                                                        |                                  |                                  |